# Č
La "ce" con carón  (Č, č) es una letra usada en checo, serbocroata y otros idiomas (sobre todo eslavos) para representar la consonante africada postalveolar sorda [t͡ʃ], es decir, el sonido del dígrafo «ch». 
El carón también es conocido con el nombre checo de háček, así como mäkčeň en eslovaco, kvačica en serbocroata  o strešica en esloveno.
Su código Unicode es U+010C (Č mayúscula) y U+010D (č minúscula).

## Origen
El símbolo se remonta al siglo XV con el particular alfabeto checo originado a partir de la estandarización ortográfica de Jan Hus. 
En 1830 la letra fue adoptada en el alfabeto latino de Gaj usado en el idioma serbocroata. También aparece, entre otros, en macedonio, eslovaco, esloveno, letón,  lituano, pomak y bereber.

## Usos
En el alfabeto bereber latino, serbocroata y checo es la cuarta letra del alfabeto. En el alfabeto sami septentrional y lenguas bálticas como el lituano y el letón, la letra ocupa el quinto lugar. En eslovaco es la sexta letra del alfabeto. En el alfabeto letón, Č tiene menos frecuencia que cualquier otra letra.
Es equivalente a la letra Ч (che) del alfabeto cirílico y se puede utilizar en la romanización del ucraniano, bielorruso, ruso y búlgaro. 
/Č/ también se usa en alfabeto fonético americanista.

## Codificación digital
La representación en software sigue las mismas reglas que el háček.

### Unicode
| Carácter      | Č                                 | Č                                 | č                               | č                               |
| ------------- | --------------------------------- | --------------------------------- | ------------------------------- | ------------------------------- |
| Unicode       | LATIN CAPITAL LETTER C WITH CARON | LATIN CAPITAL LETTER C WITH CARON | LATIN SMALL LETTER C WITH CARON | LATIN SMALL LETTER C WITH CARON |
| Codificación  | decimal                           | hex                               | decimal                         | hex                             |
| Unicode       | 268                               | U+010C                            | 269                             | U+010D                          |
| UTF-8         | 196 140                           | C4 8C                             | 196 141                         | C4 8D                           |
| Ref. numérica | &#268;                            | &#x10C;                           | &#269;                          | &#x10D;                         |

U + 010C (Č mayúscula: use Alt 268 para la entrada) y U + 010D (č minúscula - use Alt 269 para la entrada) crea este carácter. El carácter de combinación U+030C se puede colocar junto con c o C para lograr generalmente el mismo resultado visual.

### TeX / LaTeX
En el texto funciona la secuencia de control \v{c}. En el modo matemático, también $\check{c}$.